# Soudní tlumočník
Soudní tlumočník je osoba, tlumočící cizincům jednání soudu během soudního řízení. Soudním tlumočníkem se může stát osoba s náležitým vzděláním či rodilý mluvčí v cizím jazyce, který zároveň hovoří česky, po splnění dalších podmínek (doložená tlumočnická/překladatelská praxe, absolvování právního kurzu, absolvování vstupní zkoušky atd.). Profesi tlumočníka dříve upravoval zákon č.36/1967 Sb.,o znalcích a tlumočnících. Od 1. ledna 2021 výkon činnosti soudního tlumočníka a soudního překladatele upravuje zákon č. 354/2019 Sb. Tlumočník je určen k překladu v soudních řízeních v rodném jazyce účastníků řízení (svědek, obžalovaný, žalobce, žalovaný, znalec apod.). Písemné dokumenty překládá soudní překladatel. Dříve byly tyto činnosti spojeny pod jedno označení "tlumočník", zmíněný zákon je rozdělil a dnes je proto možné stát se pouze tlumočníkem, nebo překladatelem, pokud osoba nechce vykonávat obě činnosti najednou.